# Зората на мъртвите (филм, 1978)
„Зората на мъртвите“ (на английски: Dawn of the Dead) е американски филм на ужасите от 1978 г. Премиерата му е на 2 септември 1978 г. в Италия, а в САЩ на 20 април 1979 г.
През 2004 г. е направен римейк.

## Сюжет
Внимание:  Текстът по-долу разкрива сюжета на произведението (или части от него)!
Неизвестна епидемия превръща трупове в зомбита. Репортер и приятелката му са затворени в търговския център, където се барикадират от тях.

## Актьорски състав
- Дейвид Емги – Стивън „Флайбой“ Андрюс
- Кен Фори – Питър Уошингтън
- Скот Райнигър – Роджър „Трупър“ ДеМарко
- Гейлин Рос – Франсин Паркър
- Дейв Крофорд – д-р Джеймс Фостър
- Дейвид Ърли – Сидни Бърман